# 白井裕子
白井 裕子（しらい ゆうこ）は、日本の研究者、建築家。博士（工学）、一級建築士。
日本学術振興会特別研究員。早稲田大学理工学部建築学科卒、稲門建築会賞受賞。ドイツ・バウハウス大学に留学。
早稲田大学大学院修士課程修了、早苗賞受賞。株式会社野村総合研究所に研究員として勤務。早稲田大学理工学術院客員准教授などをつとめる。

## 著書

### 単著
- 『森林の崩壊』（新潮社［新潮新書］, 2009年）